# Lejops vittatus
Lejops vittatus là một loài ruồi trong họ Ruồi giả ong (Syrphidae). Loài này được Meigen mô tả khoa học đầu tiên năm 1822. Lejops vittatus phân bố ở vùng Cổ Bắc giới